# Polom (okres Přerov)
Polom (německy Pohl) je obec v Olomouckém kraji, okrese Přerov. Žije zde 315 obyvatel. Sousedními obcemi sídla jsou Starý Jičín, Jeseník nad Odrou, Špičky, Bělotín a Hustopeče nad Bečvou.

## Historie
První písemná zmínka o obci pochází z roku 1271.

## Doprava
Vesnice leží na hlavní elektrizované železniční trati Přerov–Bohumín, na které leží stejnojmenná stanice. Obcí dříve procházela čtyřpruhová silnice I/48, která zde měla sjezdy a nájezdy. Ta byla v letech 2021–⁠⁠⁠⁠⁠⁠2023 v úseku Bělotín–⁠⁠⁠⁠⁠⁠Dub přestavěna na dálnici D48. Dálnice je v zastavěném území opatřena protihlukovými stěnami, nájezdy a sjezdy byly zrušeny. Podél dálnice byla vybudována náhradní pozemní komunikace pro bezplatný provoz. Nejbližší nájezdy a sjezdy na dálnici D48 jsou v Bělotíně a Dubu.

## Fotogalerie

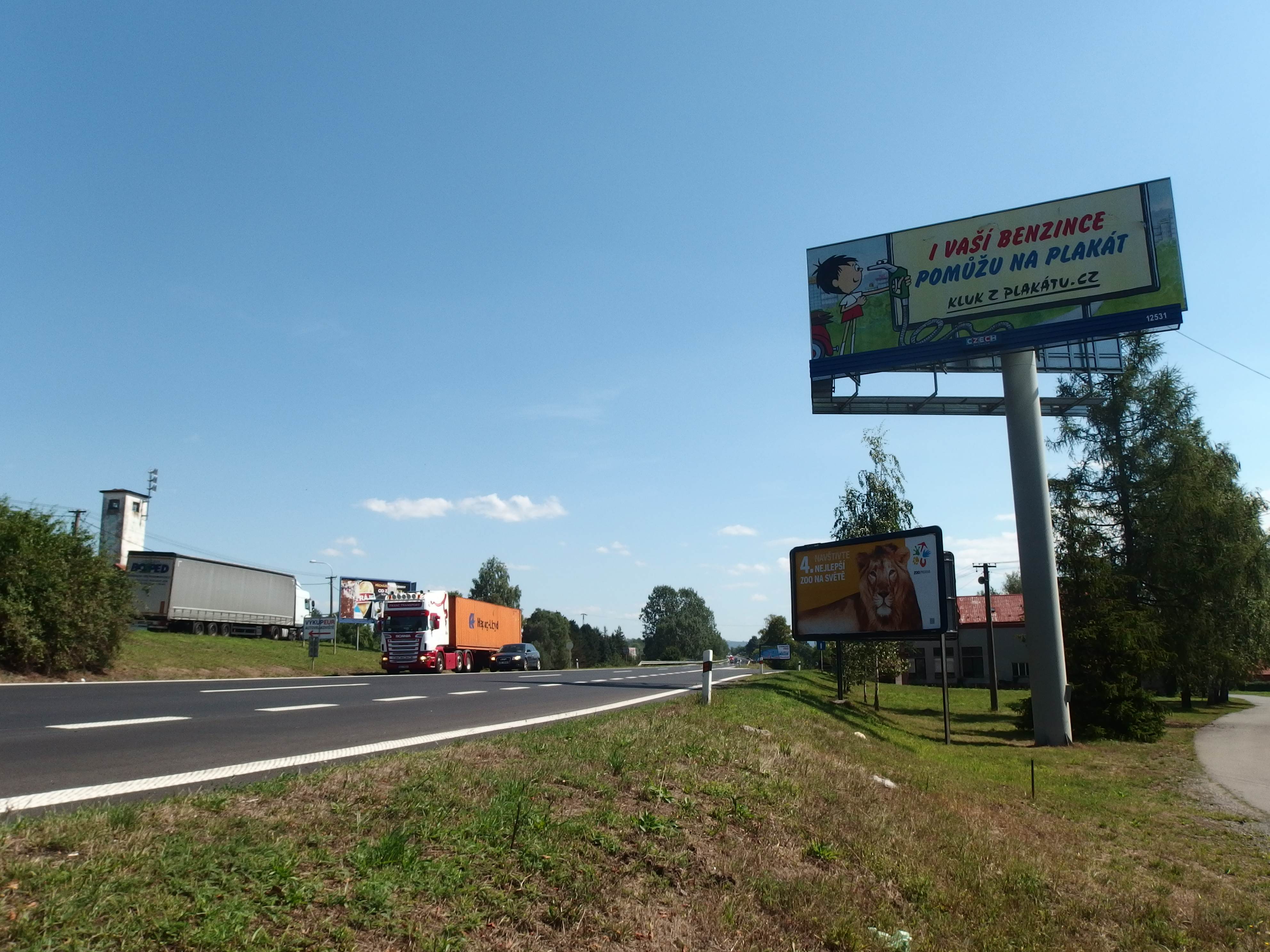
Silnice I/48
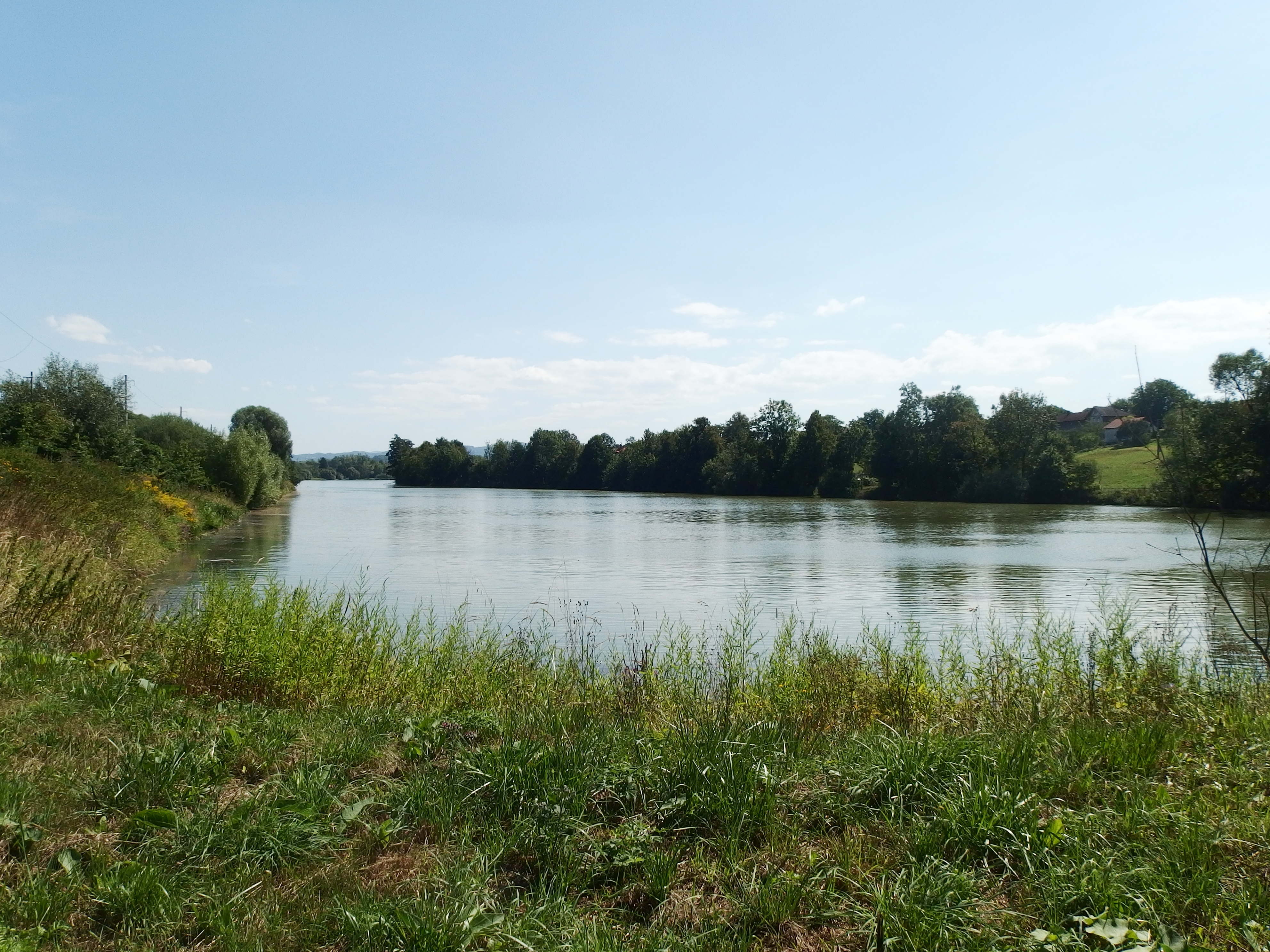
Rybník Horní Polom
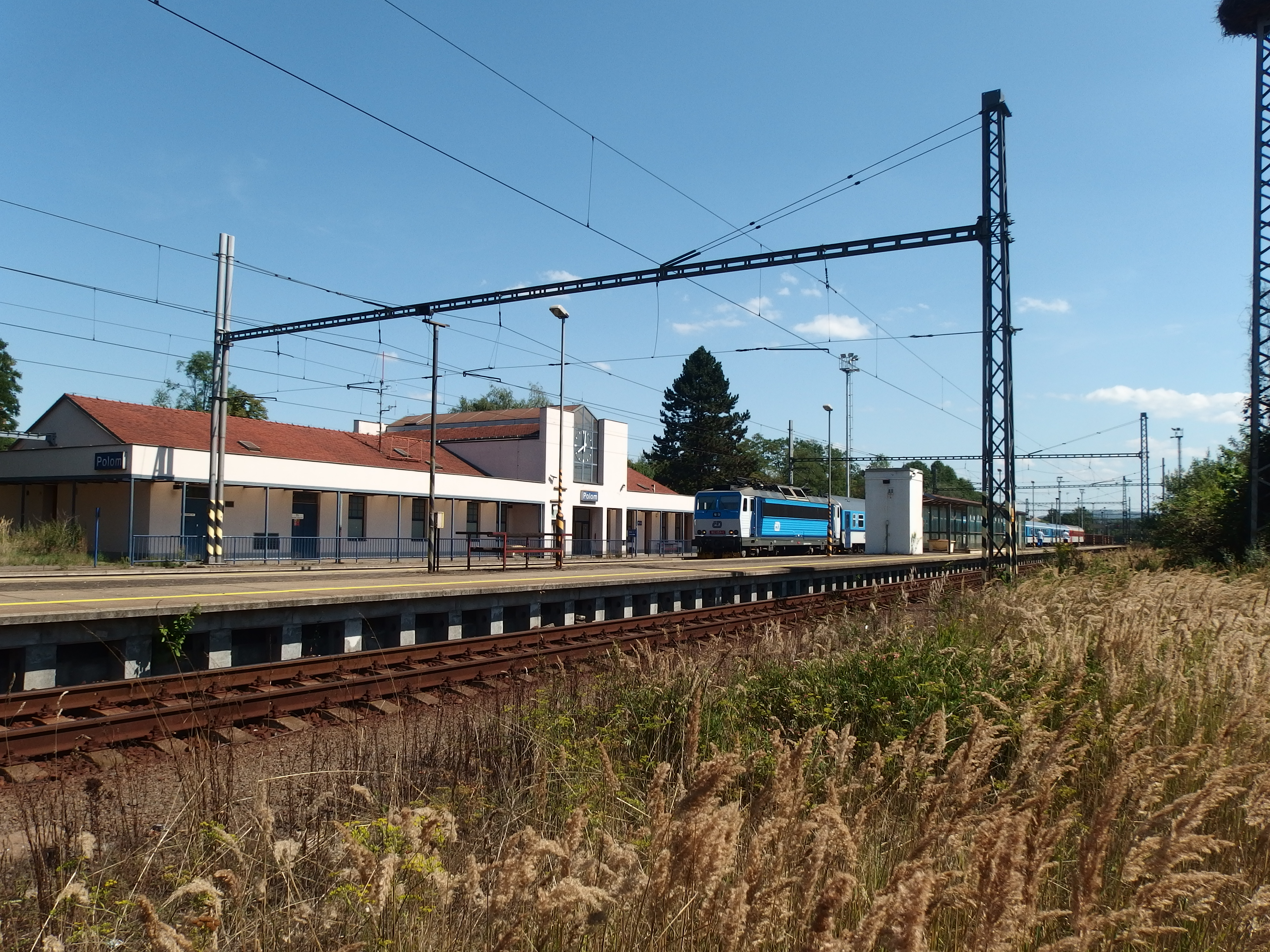
Železniční stanice
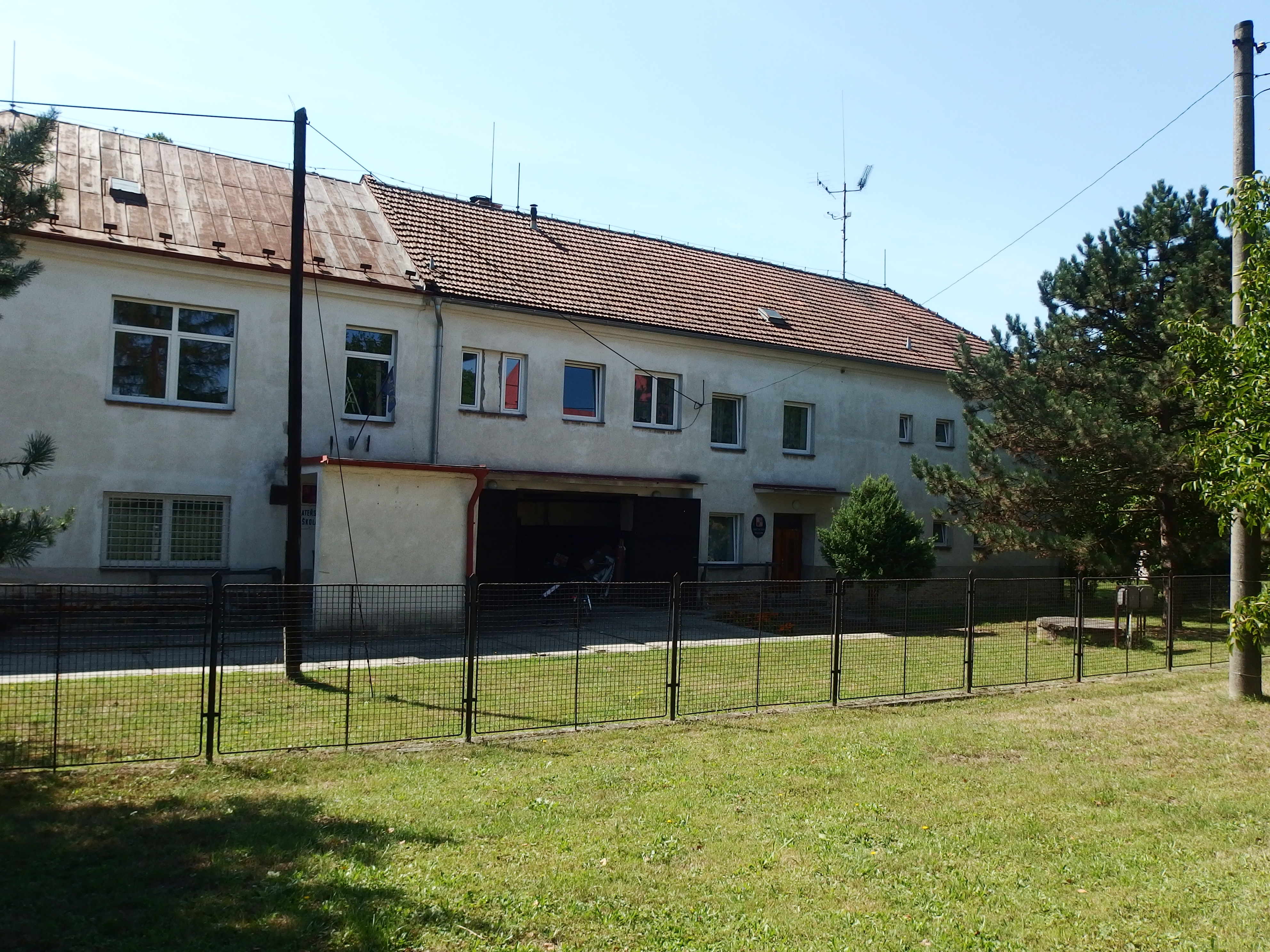
Obecní úřad